# Lorenzo Scarafoni
Lorenzo Scarafoni (Ascoli Piceno, 4 dicembre 1965) è un allenatore di calcio ed ex calciatore italiano, di ruolo attaccante o ala.

## Carriera

### Giocatore

#### Club

Scarafoni in azione al Pisa nel 1992

È cresciuto nell'Ascoli e ha debuttato nel calcio professionistico proprio nella sua città, rimanendovi per sette anni; in seguito ha militato parecchi anni fra Serie B e Serie A nel Bari, nel Pisa, nel Cesena, nel Palermo e nel Ravenna.
La sua stagione più prolifica è stata la Serie B 1993-1994 in cui le sue 15 reti portarono il Cesena a sfiorare la promozione in Serie A (sfumata allo spareggio contro il Padova).
In carriera ha totalizzato complessivamente 84 presenze e 10 reti in Serie A e 260 presenze e 69 reti in Serie B, conquistando la promozione in A con l'Ascoli nella stagione 1985-1986.

#### Nazionale
Ha fatto parte anche della Nazionale di calcio dell'Italia Under-21 disputando 11 gare nel biennio 1987-1988 e prendendo parte all'Europeo di categoria 1988 allorquando militava nell'Ascoli.

### Allenatore
Terminata la carriera da calciatore è divenuto allenatore, ricoprendo il ruolo di allenatore della Primavera della Fermana per due anni, il primo con il club militante in Serie B, il secondo con la Fermana in Serie C1. Poi Carlo Mazzone lo chiama a fare il secondo al Bologna per un biennio, e poi passa al Livorno. La sua prima esperienza da solo è all'Andria dove fa il titolare nella stagione 2006-2007. Nel luglio 2007 viene nominato direttore tecnico ad Avellino.
Nel marzo 2010 diventa l'allenatore del Centobuchi, in Serie D nelle Marche, al posto dell'esonerato Piccioni. Poi, dopo un anno di inattività, nel luglio 2011 arriva la sua nomina ad allenatore della Fermana, che guiderà fino alla finale play-off regionale di Eccellenza Marche 2011-2012 persa contro il Tolentino per 3-1. Nel gennaio 2017 viene chiamato alla guida dell'Avis Ripatransone in Prima Categoria, non riuscendo ad evitare la retrocessione, ciò nonostante viene riconfermato alla guida della squadra anche nella stagione successiva.

## Palmarès

### Giocatore

#### Club

##### Competizioni nazionali
- Campionato italiano di Serie B: 1

Ascoli: 1985-1986

##### Competizioni internazionali
- Coppa Mitropa: 2

Ascoli: 1986-1987
Bari: 1990

### Individuale
- Capocannoniere della Coppa Mitropa: 1

1990 (2 gol) a pari merito con Pavel Kuka e Valeriano Fiorin